# Tranvia Verona-Caldiero-San Bonifacio
La tranvia Verona-Caldiero-San Bonifacio rappresentò la prima di una rete di linee che caratterizzarono il paesaggio delle province di Verona e Vicenza a cavallo fra il XIX e il XX secolo. Inaugurata con trazione a vapore nel 1881 ed elettrificata nel 1912, alla gestione della stessa si susseguirono aziende pubbliche e private fino alla sua soppressione, avvenuta nel 1957.

## Storia

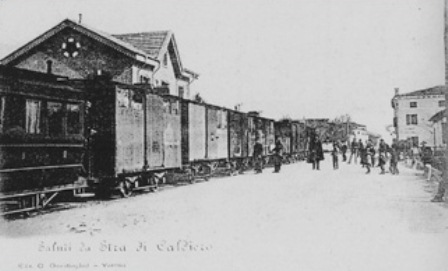
Convoglio a vapore presso la stazione di diramazione di Strà di Caldiero (cartolina d'epoca)

La provincia di Verona accordò una concessione cinquantennale per l'esercizio di una tranvia da Verona a San Bonifacio all'avvocato G.B. Alessi e al cavalier V. Grondona, entrambi di Milano, con atto n. 1776 del 18 novembre 1879, destinata a servire in maniera più capillare gli abitati che sorgevano attorno alla ferrovia Milano-Venezia.
Alla stipula della convenzione, poi prolungata di ulteriori 10 anni con atto n. 1804 del 10 marzo 1893, seguì l'affidamento dei lavori da parte della società costituita fra i due imprenditori alla Società Anonima dei tramways a vapore delle provincie di Verona e Vicenza, un'azienda di diritto belga come molte società coeve impegnate nel settore della costruzione ed esercizio di sistemi di trasporto.
Il viaggio inaugurale fra Verona e San Bonifacio avvenne il 17 agosto 1881, con inizio del servizio regolare il successivo 11 novembre.
Nel 1882 il servizio tranviario fu prolungato di 9 km fino a Lonigo e pochi mesi dopo per ulteriori 17 km fino a Cologna Veneta, contestualmente all'apertura al servizio della diramazione in sede propria fra Lonigo e la stazione SFAI, che distava circa 6 km dall'abitato.
Un ulteriore prolungamento attivato sotto la gestione Alessi e Grondona fu la tratta Caldiero-Tregnago, nella valle del torrente Illasi, aperta all'esercizio nell'aprile 1883.

### La gestione della "Belga"
Nell'autunno del 1883, autorizzata con decreto ministeriale n. 46445/1079 del 6 giugno 1883, la TVV assunse la gestione diretta della linea.
Considerato il buon andamento del traffico viaggiatori e merci, e dopo l'elaborazione del relativo progetto presentato nel 1909 alla deputazione provinciale di Verona, l'8 agosto 1910 la stessa VTT avanzò al ministero una "Relazione-istanza" con cui richiedeva l'autorizzazione di adottare la trazione elettrica; tale concessione fu accordata con Regio decreto n. 1015 del 6 agosto 1911 e il servizio a trazione elettrica attivato nel 1912.

### Il passaggio alla Provincia
All'indomani della prima guerra mondiale un periodo di pesanti scioperi colpì la TVV, che si vide costretta a cedere alla deputazione provinciale l'esercizio della tranvia, operazione sancita con decreto prefettizio n. 2936 del 2 aprile 1919. Durante tale periodo di amministrazione provvisoria, nel 1921 l'elettrificazione fu estesa alla diramazione Caldiero-Tregnago.
La gestione diretta da parte della deputazione provinciale segnò di fatto l'uscita di scena della TVV: l'esercizio era formalmente svolto per conto di tale concessionaria fino al 1924, anno in cui la concessione stessa passò alla neocostituita azienda provinciale.

### L'epoca della SAER
La gestione del complesso di linee ferrotranviarie in gestione alla Provincia risultava alquanto eterogenea, sia per il materiale impiegato sia per la situazione delle singole concessioni. La gestione pubblica fu contrassegnata da un crescente passivo che portò, nel 1935, alla decisione di subconcedere all'industria privata l'esercizio dell'intera rete che fu dunque affidato alla Società Anonima Esercizi Riuniti (SAER), società già attiva nel settore.
Dal 1943 il regime di affidamento mutò, consentendo alla SAER di acquisire direttamente i proventi di esercizio. La seconda guerra mondiale era però alle porte e non tardò a far sentire i suoi effetti negativi. Durante tale periodo l'esercito tedesco, per motivi strategici, tentò di realizzare il preesistente progetto di collegamento in galleria fra le stazioni di Porta San Giorgio (capolinea della Ferrovia Verona-Caprino-Garda) e Porta Vescovo, così da connettere le due reti SAER; il cantiere dell'opera fu tuttavia abbandonato poco dopo l'avvio dei lavori.

### L'epilogo
Terminata nel 1948 la ricostruzione post bellica fu in seguito affidato agli ingegneri Guido Corbellini ed Ernesto Stagni l'incarico di studiare un piano di ammodernamento in conformità con la Legge n. 1221 del 5 agosto 1952, che prevedeva finanziamenti al trasporto pubblico purché fossero eliminate numerose tratte ferrotranviarie allora considerate "rami secchi". Fu dunque disposta con Decreto ministeriale n. 3451 del 30 novembre 1955 la trasformazione in filovie delle tranvie extraurbane veronesi e della Verona-Domegliara con chiusura della ferrovia per Caprino e Garda e delle restanti tranvie.

## Caratteristiche
|  |  | Continuation backward |

|  |  | Station on track | Unknown route-map component "uexKBHFa" |  |

|  |  | Straight track | Unknown route-map component "uexABZgl" | Unknown route-map component "uexCONTfq" |

|  |  | Straight track | Unknown route-map component "uexHST" |  |

|  |  | Straight track | Unknown route-map component "uexHST" |  |

|  |  | Unknown route-map component "HSTeBHF" | Unknown route-map component "uexBHF" |  |

|  |  | Straight track | Unknown route-map component "uexHST" |  |

|  |  | Straight track | Unknown route-map component "uexHST" |  |

|  |  | Unknown route-map component "emABZgl" | Unknown route-map component "uexABZg+r" |  |

|  |  | Unknown route-map component "HSTeBHF" | Unknown route-map component "uexBHF" |  |

|  |  | Straight track | Unknown route-map component "uexABZgl" | Unknown route-map component "uexCONTfq" |

|  |  | Straight track | Unknown route-map component "uexHST" |  |

|  |  | Straight track | Unknown route-map component "uexHST" |  |

|  |  | Straight track | Unknown route-map component "uexBHF" |  |

|  |  | Straight track | Unknown route-map component "uexABZgl" | Unknown route-map component "uexCONTfq" |

|  | Unknown route-map component "uexSTR+l" | Unknown route-map component "emKRZ" | Unknown route-map component "uexSTRr" |  |

| Unknown route-map component "uexBHF" | Station on track |  |

| Unused urban continuation forward | Continuation forward |  |

A motivo della possibilità intravista dall'Alessi e dal Grondona di effettuare spedizioni in servizio cumulativo, fu prevista dall'origine l'adozione dello scartamento ordinario di 1.435 mm, che consentiva l'inoltro dei carri merci sulla rete SFAI; a tale scopo la linea tranviaria era raccordata a Caldiero con la Ferrovia Milano-Venezia.
L'elettrificazione fu realizzata alla tensione di 1.350 V, erogati dalla sottostazione elettrica di conversione ubicata presso il deposito-officina di Verona e dotata di apparati di costruzione TIBB. L'energia elettrica erogata dalla Società Canali Milani. La linea di alimentazione era costruita dalla Siemens e gli apparati della sottostazione elettrica di Porta Vescovo dal Tibb.
Un secondo deposito era presente a San Bonifacio, località ov'era anche presente uno scalo merci dotato di piano caricatore.
Le partenze da Porta Vescovo per Lonigo-Cologna Veneta, erano strutturate su 6 corse al giorno, 11 fino a S.Bonifacio e 13 a Caldiero.

### Percorso

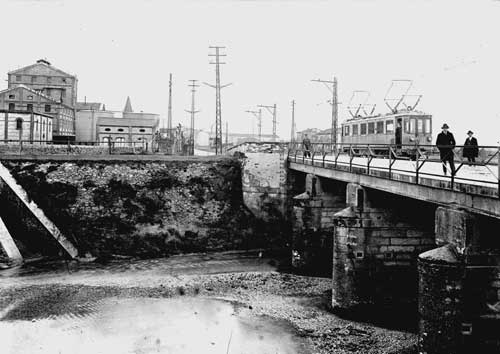
Villanova di San Bonifacio, 1912 circa (Biblioteca Comunale Marano di Valpolicella)

Il capolinea occidentale era situato poco distante rispetto alla stazione ferroviaria di Verona Porta Vescovo in un'area adiacente al Bastione S.Toscana con accesso da Via Unità d'Italia.
Da qui i treni prendevano a percorrere il lato nord della strada provinciale vicentina, poi strada statale 11, osservando fermata a San Michele e Campagnetta per giungere alla prima stazione, quella di San Martino Buon Albergo. Venivano poi raggiunte le fermate di Fracanzana, Vago-Zevio e la stazione di diramazione di Stra di Caldiero, ove aveva origine la linea per Tregnago; tale località era inoltre raccordata con la ferrovia. Superato il bivio, i tram incontravano le fermate di San Vittore e Soave, località per servire la quale la tranvia piegava verso nord discostandosi dalla statale, per giungere infine al capolinea di San Bonifacio. Dal 1928 poco prima di tale località prese a diramarsi, con partenza dalla stazione di Villanova, la linea per San Giovanni Ilarione.

## Materiale rotabile
Illustrare un quadro completo del materiale rotabile utilizzato sulla linea non è agevole, a causa della non completezza delle fonti bibliografiche sul tema. Informazioni di dettaglio sono disponibili solo in occasione dei passaggi di proprietà, allorché vennero formalizzati appositi censimenti, e per quei veicoli per i quali negli archivi è disponibile un corredo iconografico.
Nel 1919, alla cessazione del servizio da parte della TVV, in totale risultavano presenti, fra rotabili in servizio e accantonati, le 8 locomotive a vapore di tipo tranviario della prima dotazione, dal rodiggio 0-2-0kt costruite da Carels nel 1880/81. Erano inoltre conteggiate 11 elettromotrici, 45 vetture passeggeri (di cui 6 tipo Sachsische) e 47 carri merci. Nel 1924, quando la deputazione provinciale si dotò di un'azienda di scopo, si erano aggiunti 2 elettromotrici, 21 locomotori, 16 carrozze e 29 carri merci..
Per quanto riguarda le elettromotrici, si ha notizie dettagliate dei seguenti gruppi:
- Gruppo E 01÷06. Elettromotrici di costruzione Thomson-Houston, fornite nel 1912 alla Società Anonima di Tramways a vapore delle Provincie di Verona e Vicenza. La parte meccanica era costruita dalla Sachsische Waggon Fabrik, quella elettrica era AEG. Sviluppavano una potenza di 36 kW, avevano velocità massima di 40 km/h e 43 posti a sedere. In servizio sino alla chiusura delle linee[1][3].
- Gruppo E 11÷12. Acquistate nel 1922 dalla Provincia di Verona per la linea di Tregnago. Parte meccanica MAN, azionamenti Siemens. Sviluppavano una potenza di 51 kW, avevano velocità massima di 50 km/h, 43 posti a sedere. In servizio sino alla chiusura delle linee[1][3].
- Gruppo E 16÷E 18. Acquistate nel 1928 dall'azienda provinciale per l'esercizio sulla San Bonifacio-San Giovanni Ilarione.

Sviluppavano una potenza di 49 kW e avevano velocità massima di 50 km/h. Erano in grado di accogliere 44 passeggeri seduti.
Fra le numerose locomotive elettriche del parco sono note le due locomotive tranviarie a carrelli E 31-32, costruite nella parte meccanica dalla MAN e nella parte elettrica dalla Siemens, acquistate nel 1922 dalla Provincia per il trasporto merci verso lo stabilimento di calce e cementi di Tregnago, poi impiegate su tutta la rete rimasero in servizio sino alla soppressione della rete. Tali macchine, relativamente grandi rispetto alle normali locomotive tranviarie, montavano quattro motori per una potenza complessiva di 51 kw; la velocità massima era di 30 km/h.
Anche per le carrozze informazioni dettagliate sono disponibili per uno specifico gruppo. Si trattava di un Carrozze tipo Sachsische ("Sassone") consegnate in sei unità nel 1912 alla TVV in occasione dell'elettrificazione della linea Verona-San Bonifacio. Le vetture erano dipinte esternamente in grigio verde, con sigle e numeri in bronzo. La prima classe veniva contrassegnata da riquadri in giallo - bianco e rosso cupo, la seconda con riquadri bianchi e gialli. Nella parte anteriore presentavano uno scompartimento per i non fumatori.